# August Hornbostel

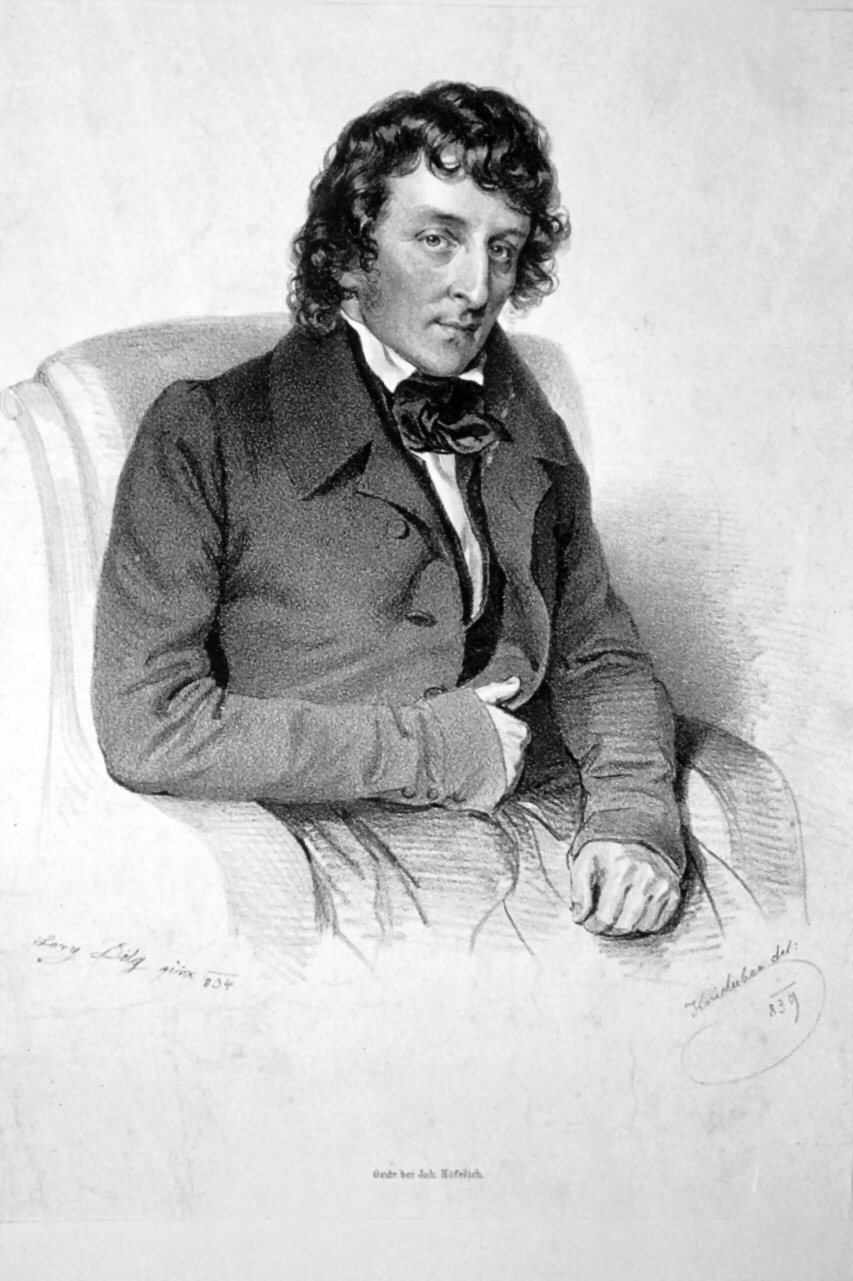
August Gottlieb Hornbostel, Lithographie von Josef Kriehuber, 1839

August Gottlieb Hornbostel (* 17. September 1786 in Wien; † 26. Juli 1838 ebenda) war ein österreichischer Schriftsteller und Arzt.

## Leben
August Hornbostel war der Stiefbruder des Wiener Unternehmers Christian Georg Hornbostel. Hornbostel, der ein Mitschüler Grillparzers war, studierte an der Universität Wien Medizin. 1816 erlangte er das Doktorat. Als Hausarzt arbeitete er an der k.k. Ingenieurakademie in Wien.
Als Schriftsteller schrieb er unter dem Pseudonym O. Ernst Bohl und war auch Mitarbeiter der Wiener Zeitschrift. Er war unter anderem auch Gründungsmitglied der Wollzeilergesellschaft, die sich die Sammlung von Volksliedern, Sagen, Schwänken und Bräuchen zum Ziel gesetzt hat.
Nach Misserfolgen zog sich der feinsinnige und biedermeierliche Dichter aus der Öffentlichkeit zurück.
Sein umfangreicher unveröffentlichter Nachlass befindet sich in der Stadtbibliothek Wien.

## Werke
- Die schönste Stätte (Märchenspiel), 1816
- Maria oder die Pest in Leon (Tragödie), 1833
- Die Heimberufenen (Tragödie), 1835